# Acestrocephalus stigmatus
Acestrocephalus stigmatus är en fiskart som beskrevs av Menezes 2006. Acestrocephalus stigmatus ingår i släktet Acestrocephalus och familjen Characidae. Inga underarter finns listade i Catalogue of Life.